# Autoportrait au chevalet et à l'appuie-main de peintre
Autoportrait au chevalet et à l'appuie-main de peintre (ou Autoportrait au chevalet) est un tableau peint par Rembrandt en 1660. Il mesure 111 cm de haut sur 85 cm de large. Il est conservé au musée du Louvre à Paris.

## Analyse
Cet autoportrait tient une place toute particulière dans la production picturale de Rembrandt. Celui-ci date de la fin de vie du maître. Il ne cherche alors plus à justifier un statut social (comme dans l’autoportrait à la toque et à la chaine d'or) désormais acquis. Il se présente donc ici comme un maître ancien de la Renaissance, affirmant son métier.
Avec l'âge, sa palette de couleurs se réduit et devient grasse. On note juste une touche de blanc, en réverbère à la lumière éclairant le visage du peintre.
Rembrandt aurait engagé un modèle pour peindre les mains, étant très réticent à représenter les siennes.

## Exposition
En 2014, ce tableau a fait partie de l'exposition La pointe et l'ombre consacrée aux dessins nordiques du XVIe  au XVIIIe siècle du musée de Grenoble. 